# مارك إمبري
مارك إمبري (بالإنجليزية: Mark Embree)‏ هو رياضياتي أمريكي، ولد في 1974.